# 扎西持林
扎西持林（藏語：བཀྲ་ཤིས་ཁྲི་གླིང་།，THL：Tashi Triling），由希阿荣博堪布始建于1994年秋，位于中国四川省甘孜州德格县玉隆地区措阿乡超统村的马头金刚神山之上的一座修行闭关中心。

## 名称由来
扎西持林为藏语音译，意为吉祥宝座洲，因所在的神山呈一个吉祥宝座状而得名。扎西持林的四周山峰秀丽、树林葱郁，河水清湛，天然具足修行所依寂静地的一切功德。如今的扎西持林，除早期建成的莲师千佛殿、三宝殿、觉沃佛堂等经堂外，还新建了莲师坛城、文殊殿、法王如意宝纪念堂、佛塔、观音心咒转经轮等，庄严的佛殿内一尊尊极具加持的佛像已经成为这一带信众顶礼供养的殊胜福田。

## 主要建筑
- 经幡林—— 经幡林的经旗绝大多数为竖式，采用单侧上下角固定的悬挂方式。单幅尺寸约为34公分宽，1.7米高，材质为丝绸。所挂的经旗有白色的观音心咒经旗和金刚萨埵心咒经旗、黄色的文殊心咒经旗、红色的长寿佛心咒经旗和阿弥陀佛心咒经旗、蓝色的莲师心咒经旗、绿色的度母心咒经旗、三大怙主心咒经旗等本尊心咒经旗。此外，还有印有大自在祈祷文、百字明等经文的经旗。最近一次经幡林大规模扩建是在2012年藏历六月进行的，所挂经旗无论所印经文内容如何，均为黄色。近二十年间，扎西持林经幡林经过前后三次较大规模的扩建，形成了现在这样艳丽壮观的“彩虹城”。
- 佛塔——扎西持林的佛塔完全严格按照佛陀的八大佛塔制式进行修建，分大、中、小三种尺寸规格。正中的大佛塔为菩提塔制式，当地人一般称它为降魔塔。塔身全高24米，塔基正方形，边长12.8米。降魔塔周围依地势建了若干组中型塔，中型佛塔塔高3米多，塔基边长近2米。每组有8个中型塔，分别为八个佛塔的款式。外围建有若干小型佛塔，逐一排开。小塔高度1.35米，塔基边长约0.75米，也是按八大佛塔的制式顺序依次循环建造。。最大的降魔塔中，不仅装入了常规的经书、宝瓶、宝石及名贵药材等装藏品，更是装入了罗睺罗尊者的舍利、二十七亿本尊心咒、十多吨五部陀罗尼经文、两个铜制坛城、数尊珍贵佛像以及其他的殊胜加持品。而其他的塔子中也装入了大量的五部陀罗尼经文、《大藏经》等。

- 转经轮——扎西持林目前建有四处转经轮：一、扎西持林自主修建的第一个转经轮——百字明转经轮；二、扎西持林养老院里，最初由噶玛活佛修建、后由上师修缮的观音心咒转经轮；三、2012年建于百字明转经轮旁的七大转经轮；四、2013年7月完工的大型观音心咒转经轮。这四处转经轮均为手转经轮。此外，还有数百个小型观音心咒转经轮正在筹建中。大型观音心咒转经轮，是扎西持林的一标志性建筑。此转经轮仅经筒部分净高就为9米，直径5米左右，内装430多亿遍观音心咒，转此经轮一圈的功德等同持诵430多亿遍观音心咒。

## 定期法会
- 极乐法会  藏历（萨嘎月）四月二十四日至三十日
- 金刚萨埵法会  藏历六月初一至初七
- 莲师法会  藏历六月初八至十二日
- 供护法  藏历六月二十九日
- 长寿佛法会  公历11月10日—12日
- 法王如意宝涅槃法会  藏历十一月十四日至十六日
- 狮面佛母回遮法会  藏历十二月二十三日至二十九日
- 普巴金刚法会  藏历十二月二十三日至二十九日